# ハイコ・ヘルリッヒ
ハイコ･ヘルリッヒ（Heiko Herrlich, 1971年12月3日 - ）は、ドイツ・マンハイム出身のサッカー指導者。元サッカー選手。元ドイツ代表。ポジションはフォワード。

## キャリア
SCフライブルクのユースを経て1989年にバイエル・レバークーゼンにてキャリアデビューを果たす。U-21代表に選ばれるなど、将来を嘱望されていた。しかし、ウルフ・キルステン、アンドレアス・トームの影に隠れて不遇の時を過ごす。
1993-1994シーズンより活躍の場を求め、ボルシア・メンヒェングラートバッハに移籍し、8ゴールを挙げる。翌1994-1995シーズンフィオレンティーナから移籍してきたシュテファン・エッフェンベルク、スウェーデン代表のマルティン・ダーリンらと強力なアタック陣を形成。ヘルリッヒは闘志溢れるプレーと強烈なヘディング、的確なポジショニングと正確なシュートで20ゴールを挙げる大活躍をし、ヴェルダー・ブレーメンのマリオ・バスラーと共に得点王に輝く。それまで中位に低迷していたチームをブンデスリーガ5位に躍進させ、DFBポカールにおいても決勝のVfLヴォルフスブルク戦においてゴールを挙げるなど優勝の原動力に。代表デビューも果たし、充実のシーズンを送る。若かりし日のルディ・フェラーを彷彿させ、まだ23歳と若かったヘルリッヒはボルシア・メンヒェングラートバッハの未来を担うと思われていた。
しかし、1995-1996シーズン開幕前にカール＝ハインツ・リードレら相次ぐフォワード陣の怪我に泣かされていたボルシア・ドルトムントへ1100万マルクの移籍金（当時のドイツ国内史上最高額の移籍金）で移籍。しかし、この移籍に難色を示していたボルシア・メンヒェングラートバッハとボルシア･ドルトムントの間で法廷闘争にまで発展し、事態を重く見たDFBや当時の代表監督ベルティ・フォクツまで介入する騒動となる。
ボルシア・ドルトムント移籍後は、引退まで9シーズンに渡り42ゴールを挙げ、1997年にはUEFAチャンピオンズ・リーグ優勝、同年のインターコンチネンタルカップでは1ゴールを決め優勝に貢献、また2度のブンデスリーガ優勝などのタイトルを獲得する。しかし、2000年には試合中に視覚障害を訴え、精査の結果、悪性の脳腫瘍が発覚。放射線治療を受け、1年に及ぶ治療の末、シャルケ04とのルールダービーで2001年に復帰を果たす。しかし、かつてのフォームには戻ることはできず、怪我の影響もあり2004年に現役を引退した。

## 監督
2005年にコーチングライセンスを取得。U-17ドイツ代表を2007年FIFA U-17ワールドカップ準決勝進出に導いた。2008年よりU-19代表の監督に就任。2009年10月DFBとの契約を解除し、マルセル・コラー前監督の後任として、VfLボーフムの監督に就任。しかし、チームを完全に立て直すことは出来ず、2010年4月に途中解任となる。
2017年6月9日、バイエル・レバークーゼンの監督に就任した。

## 個人成績

### クラブ
| クラブ                   | シーズン | リーグ         | リーグ | リーグ | DFBポカール | DFBポカール | 国際大会 | 国際大会 | その他 | その他 | 通算 | 通算 |
| クラブ                   | シーズン | ディビジョン   | 出場   | 得点   | 出場        | 得点        | 出場     | 得点     | 出場   | 得点   | 出場 | 得点 |
| ------------------------ | -------- | -------------- | ------ | ------ | ----------- | ----------- | -------- | -------- | ------ | ------ | ---- | ---- |
| バイエル・レバークーゼン | 1989-90  | ブンデスリーガ | 16     | 0      | 1           | 0           | —        | —        | —      | —      | 17   | 0    |
| バイエル・レバークーゼン | 1990-91  | ブンデスリーガ | 18     | 3      | 1           | 0           | 3        | 1        | —      | —      | 22   | 4    |
| バイエル・レバークーゼン | 1991-92  | ブンデスリーガ | 28     | 3      | 5           | 2           | —        | —        | —      | —      | 33   | 5    |
| バイエル・レバークーゼン | 1992-93  | ブンデスリーガ | 13     | 0      | 0           | 0           | —        | —        | —      | —      | 13   | 0    |
| バイエル・レバークーゼン | 通算     | 通算           | 75     | 6      | 7           | 2           | 3        | 1        | —      | —      | 85   | 9    |
| ボルシアMG               | 1993-94  | ブンデスリーガ | 23     | 8      | 2           | 0           | —        | —        | —      | —      | 25   | 8    |
| ボルシアMG               | 1994-95  | ブンデスリーガ | 32     | 20     | 6           | 6           | —        | —        | —      | —      | 38   | 26   |
| ボルシアMG               | 通算     | 通算           | 55     | 28     | 8           | 6           | —        | —        | —      | —      | 63   | 34   |
| ボルシア・ドルトムント   | 1995-96  | ブンデスリーガ | 16     | 7      | 4           | 1           | 6        | 1        | —      | —      | 26   | 9    |
| ボルシア・ドルトムント   | 1996-97  | ブンデスリーガ | 23     | 8      | 1           | 1           | 9        | 3        | —      | —      | 33   | 12   |
| ボルシア・ドルトムント   | 1997-98  | ブンデスリーガ | 21     | 7      | 3           | 2           | 7        | 2        | 3      | 1      | 34   | 12   |
| ボルシア・ドルトムント   | 1998-99  | ブンデスリーガ | 21     | 6      | 2           | 0           | —        | —        | —      | —      | 23   | 6    |
| ボルシア・ドルトムント   | 1999-00  | ブンデスリーガ | 22     | 6      | 1           | 0           | 9        | 1        | 1      | 0      | 33   | 7    |
| ボルシア・ドルトムント   | 2000-01  | ブンデスリーガ | 10     | 7      | 2           | 3           | —        | —        | —      | —      | 12   | 10   |
| ボルシア・ドルトムント   | 2001-02  | ブンデスリーガ | 10     | 0      | 0           | 0           | 3        | 1        | —      | —      | 13   | 1    |
| ボルシア・ドルトムント   | 2002-03  | ブンデスリーガ | 5      | 0      | 2           | 0           | 2        | 0        | —      | —      | 9    | 0    |
| ボルシア・ドルトムント   | 通算     | 通算           | 128    | 41     | 15          | 7           | 36       | 4        | 4      | 1      | 183  | 53   |
| 総通算                   | 総通算   | 総通算         | 258    | 75     | 30          | 15          | 39       | 5        | 4      | 1      | 331  | 96   |

### 代表数
国際Aマッチ 5試合 1得点（1995年）
| ドイツ代表 | 国際Aマッチ | 国際Aマッチ |
| 年         | 出場        | 得点        |
| ---------- | ----------- | ----------- |
| 1995       | 5           | 1           |
| 通算       | 5           | 1           |

### 監督成績
2021年4月23日現在
| クラブ                   | 就任           | 退任           | 記録 | 記録 | 記録 | 記録 | 記録   |
| クラブ                   | 就任           | 退任           | 試   | 勝   | 分   | 敗   | 勝率   |
| ------------------------ | -------------- | -------------- | ---- | ---- | ---- | ---- | ------ |
| ボーフム                 | 2009年10月27日 | 2010年4月29日  | 22   | 4    | 8    | 10   | 018.18 |
| ウンターハヒンク         | 2011年7月1日   | 2012年5月25日  | 40   | 13   | 8    | 19   | 032.50 |
| ヤーン・レーゲンスブルク | 2015年12月20日 | 2017年6月30日  | 59   | 28   | 13   | 18   | 047.46 |
| バイエル・レバークーゼン | 2017年7月1日   | 2018年12月23日 | 64   | 32   | 14   | 18   | 050.00 |
| アウクスブルク           | 2020年3月10日  | 2021年4月26日  | 42   | 12   | 9    | 21   | 028.57 |
| 合計                     | 合計           | 合計           | 226  | 88   | 52   | 86   | 038.94 |

## タイトル

### 選手時代
バイエル・レバークーゼン
- DFBポカール：1回（1992-93）

ボルシア・メンヒェングラートバッハ
- DFBポカール：1回（1994-95）

ボルシア・ドルトムント
- ブンデスリーガ：2回（1995-96、2001-02）
- UEFAチャンピオンズ・リーグ：1回（1996-97）
- インターコンチネンタル・カップ：1回（1997）

個人
- ブンデスリーガ得点王：1回（1994-95）